# Verbraucherforschung
Die Verbraucherforschung bzw. Verbraucherwissenschaften ist ein interdisziplinäres Forschungsfeld aus Sozial-, Politik-, und Rechtswissenschaften, Verhaltensforschung und Natur- und Technikwissenschaften. Sie widmet sich Fragen des Konsumverhaltens und der Gesundheit, Nachhaltigkeit oder ethischen Verantwortbarkeit von Konsumprodukten. Im Mittelpunkt der Forschung stehen die Verbraucher und ihre Interessen und Bedürfnisse.
Die Verbraucherforschung ist eng geknüpft an die Entwicklung der Verbraucherbewegung und des Verbraucherschutzes. Die Etablierung der Verbraucherforschung als eigenes Forschungsfeld trägt nicht zuletzt zur Professionalisierung der Verbraucherarbeit bei.

## Entwicklung
Die Entwicklung der Verbraucherforschung folgt jener des Verbraucherschutzes und lässt sich an dieser gut nachzeichnen. Die gesellschaftliche Entwicklungsdynamik stellte die Verbraucherforschung immer wieder vor neue Herausforderungen, was nach der Einbindung von immer neuen wissenschaftlichen Disziplinen ins Feld verlangte. Lediglich in der ersten Phase der Verbraucherschutzentwicklung blieb eine gleichzeitige Entwicklung der Verbraucherforschung aus, welche auf die frühe Phase der industriellen Entwicklung zurückzuführen ist und bei der sich Gewerkschaften und Genossenschaften gründeten, um gemeinsam gegen die kapitalistische Ausbeutung der Lohnarbeiterschaft vorzugehen.

### Erste Entwicklungsphase
Die erste Entwicklungsphase der Verbraucherforschung geht auf die 1950er und 1960er Jahre zurück. John F. Kennedy proklamierte grundlegende Rechte von Verbrauchern auf Sicherheit, Information, Wahlfreiheit und rechtliches Gehör für Verbraucher. Diese Rechte seien in einem globalen (rechtlichen) Rahmen zu verankern. Zur Durchsetzung dieser Rechte gründeten sich in mehreren Ländern Verbraucherforschungsinstitute, die unabhängige Informationen für Privatverbraucher bereitstellen. In Deutschland war dies zunächst die Stiftung Warentest mit ihrer Produkttest-Zeitschrift. Diese Bereitstellung von Informationen erforderte folglich die Prüfung von Produkten, was unter anderem die Material-, Gesundheits- und Lebensmittelwissenschaften im Rahmen der Verbraucherforschung erforderlich machte.

### Zweite Entwicklungsphase
Die zweite Entwicklungsphase der Verbraucherbewegung und -forschung in Deutschland wurde Ende der 1960er Jahre durch die Studentenproteste eingeläutet, welche sich für mehr Freiheit, Authentizität und Autonomie einsetzten und sich dadurch gegen die kulturindustrielle Standardisierung aussprachen, die mit dem Massenkonsum einherzugehen schien und gleichzeitig nach internationaler Solidarität und der bedingungslosen Gleichheit aller Menschen verlangten.
Diese Kritik zusammen mit Experimenten alternativer Milieus, wie beispielsweise Konsumverzicht, Dritte-Welt-Läden oder Fair-Trade-Waren, wurden von der damaligen Regierung zum Anlass genommen, aktiv verbraucherschützende Maßnahmen einzuführen. Zu diesen Maßnahmen gehörten unter anderem Verbraucherrechte, institutionelle Reformen und die Stärkung der Mitsprache von Verbraucherorganisationen durch einen Verbraucherbeirat, welcher zwischen Verbraucherverbänden und der Regierung vermitteln sollte.
Durch die wachsende rechtliche Einbindung des Verbraucherschutzes war die Beteiligung von Politik- und Rechtswissenschaften innerhalb der Verbraucherforschung essenziell, die neue Modelle der Einbindung von Verbrauchern in politischen Prozessen erarbeiteten.
Ein modernes Beispiel der Implementierung der Politikwissenschaft in die Verbraucherforschung stellt die Identifizierung „verletzlicher Verbraucher“ bezüglich Energiearmut dar. Frank Luschei hat in seinem Beitrag für die Verbraucherzentrale NRW Merkmale der betroffenen Verbraucher herausgearbeitet, ebenso wie Interventionsstrategien und Handlungsempfehlungen an verbraucherpolitische Akteure.

### Dritte Entwicklungsphase
In den 1990er Jahren wurden die Folgen der Globalisierung, des Kapitalismus und der Konsumgesellschaft deutlich und rückten in das Zentrum zivilgesellschaftlicher Proteste. Ausbeutung, Kinderarbeit und die voranschreitende Zerstörung der Erde durch Rohstoffabbau waren nur einige der kritisierten Themen, welche zur Folge hatten, dass ein ethisch vertretbarer Konsum angestrebt wurde.
Um 2000 wurde zudem Kritik an der industriellen Produktionsweise der Massenkonsumgesellschaft lauter, nachdem die Verfütterung von Tiermehl an wiederkäuende Pflanzenfresser zur Rinderwahn- bzw. „BSE-Krise“ führte. Was der damaligen Gesundheitsministerin und dem Landwirtschaftsminister das Amt kostete, mündete in der institutionellen Festigung der Verbraucherpolitik im Jahr 2001, indem das Bundesministerium für Verbraucherschutz, Ernährung und Landwirtschaft (BMVEL) unter der Leitung von Renate Künast das damalige Landwirtschaftsministerium ablöste. Die neu angestrebten Ziele bezogen sich auf einen gerechten, ökologisch zukunftsfähigen und ökonomisch vernünftigen Konsum, was heute unter Nachhaltigkeit verstanden werden kann.
Um die ethisch kritisierten Themen behandeln und neue, ökologisch und ökonomisch zukunftsträchtige Wege finden zu können, wurde das Feld der Verbraucherforschung von Sozial-, Wirtschafts- und Agrarwissenschaftlern sowie Naturwissenschaftlern unterstützt.
Die Soziologie bearbeitet heute beispielsweise Fragestellungen bezüglich der Partizipationsmöglichkeiten der Verbraucher, Themen der Privatheit im Internet oder stellt Überlegungen zur Implementierung des Verbraucherschutzes in der Datenökonomie.

### Vierte Entwicklungsphase
Mit der vierten Entwicklungsphase werden die Gegenwart und ihre problematische Dynamik angesprochen. Das Informationszeitalter und der Digitale Wandel eröffnen nahezu unendliche Möglichkeiten in fast jedem gesellschaftlichen Teilbereich und sorgen dadurch auch im Bereich des Konsums für einen Strukturwandel: Zwar bieten die Ausweitung des Versandhandels, von Preisvergleichsplattformen und vielfältigen Informationsmöglichkeiten Chancen für die Konsumenten, dennoch ist diese Entwicklungsphase besonders im Hinblick auf den Daten- und Verbraucherschutz im „Web 2.0“ kritisch zu bewerten. Denn Daten werden hierbei zum „alles entscheidenden Kapital“  während Verbraucher selbst zu den Datenlieferanten werden, was insbesondere im Bereich der Werbeproduktion auffällig ist.
Durch die teilweise starke Verlagerung des Sozialen in das Internet sind besonders Experten aus der (Sozio-)Informatik nun in die Verbraucherforschung eingebunden, wodurch unter anderem Nutzerforschung und Usability-Forschung betrieben wird.

## Abgrenzungen zu anderen Forschungsfeldern

### Marktforschung
Die Marktforschung steht in ihrer Zielstellung konträr zur Verbraucherforschung. Während die Verbraucherforschung sich mit den Bedürfnissen der Verbrauchern beschäftigt, ist das Ziel der Marktforschung die zeitgerechte Bereitstellung entscheidungsrelevanter Informationen für die Entscheidungsträger unter Berücksichtigung finanzieller, personeller, zeitlicher und rechtlicher Restriktionen.
Teilaufgaben der Marktforschung sind unter anderem die Identifikation von Chancen, Trends und Risiken, die Willensbildung und Strategieentwicklung innerhalb eines Unternehmens und die Bereitstellung aller relevanter Informationen für Entscheidungsträger.

### Technikfolgeabschätzung
Die Technikfolgeabschätzung (TA) versucht Lösungen für Kontroversen um Risiken und Nebenfolgen von Wissenschaft und Technologie zu liefern und wird seit den 1970er Jahren praktiziert. Grundsätzlich geht es der TA darum die politischen Entscheidungsfinder durch Analysen der Bedingungen für und die Auswirkungen von neuen Technologien im Willensbildungs- und Entscheidungsfindungsprozess zu unterstützen.
Da die TA als wissenschaftliche Politikberatung deshalb in der Kritik stand die Öffentlichkeit nicht an der Entscheidungsfindung teilhaben zu lassen, bildete sich eine neue Teildisziplin, die partizipative Technikfolgeabschätzung (PTA). Die PTA bezieht die Öffentlichkeit, so beispielsweise Stakeholder und Verbraucher, mit in den Forschungsprozess ein. Dabei verbessert die Partizipation von nicht-Wissenschaftlern die analytische Durchdingungstiefe und kann so das für Experten kaum zugängliche Wissen einbeziehen.
Bora und van den Daele nennen die PTA ein Verfahren „in dem Experten und Laien, Entscheidungsträger und Betroffene, Gegner und Befürworter versuchen, gemeinsam zu einem begründeten Urteil darüber zu kommen, ob eine umstrittene neue Technik eingeführt werden soll oder nicht und wie sie gegebenenfalls reguliert werden müsste“.

### Usability-Forschung/Nutzerforschung
Die Aufgabe der Usability-Forschung besteht darin die Nutzerfreundlichkeit jeglicher technisch basierter Funktionsformen zu untersuchen und zu verbessern. Dabei reflektiert die Usability-Forschung das Aufeinandertreffen verschiedener sozialer Gruppen auf Absender- und Nutzerseite mit verschiedenen Einstellungen, Erwartungen, Bedarfen und Wünschen.
Beispiele für den Gegenstandsbereich der Forschung sind unter anderem Webseiten, Apps, Content-Management-Systeme von Extra- und Intranets, aber auch nicht-kommerzielle Bereiche, wie E-Government-Portale.
Usability-Forschung kann die Inklusivität oder Nutzbarkeit von Konsumprodukten erhöhen und damit Zielen des Verbraucherschutzes dienen. Die Position oder die (kritischen) Kompetenzen der Verbraucher wird aber nicht zwangsläufig gestärkt, vielmehr können Machtverhältnisse verschleiert werden.

## Institutionen, Zeitschriften und Konsortien
Die Etablierung eines eigenen Forschungsfeldes ist eng an die Verfassung eigener Fachorganisationen, Netzwerke und fachwissenschaftlicher Konferenzen geknüpft. Im deutschsprachigen Raum u. a. das Kompetenzzentrum Verbraucherforschung NRW sowie das Netzwerk Verbraucherforschung auf bundesdeutscher Ebene. Im Folgenden ist eine Auflistung weiterer Institutionen, Zeitschriften und Konsortien, welche keinen Anspruch auf Vollständigkeit erhebt:

### Institutionen
- Bundesamt für Verbraucherschutz und Lebensmittelsicherheit
- Bundesnetzagentur
- Bundesministerium für Umwelt, Naturschutz, nukleare Sicherheit und Verbraucherschutz
- FiBL Deutschland e.V.
- Verbraucherzentrale Bundesverband e. V. (als Dachorganisation der Landes-Verbraucherzentralen)
- Wissenschaftliches Zentrum für Informations-Technikgestaltung der Universität Kassel

### Zeitschriften
- Der Lebensmittelkontrolleur
- Journal für Verbraucherschutz und Lebensmittelsicherheit
- Öko-Test Magazin
- test der Stiftung Warentest
- Verbraucher und Recht – Zeitschrift für Wirtschafts- und Verbraucherrecht

### Konsortien
- Kompetenzzentrum Verbraucherforschung NRW
- Netzwerk Verbraucherforschung